# Acaenitus incisurator
Acaenitus incisurator là một loài tò vò trong họ Ichneumonidae.